# Świerzawa (gemeente)
De gemeente Świerzawa is een stad- en landgemeente in het Poolse woiwodschap Neder-Silezië, in powiat Złotoryjski.
De zetel van de gemeente is in Świerzawa.
Op 30 juni 2004 telde de gemeente 7890 inwoners.

## Oppervlakte gegevens
In 2002 bedroeg de totale oppervlakte van gemeente Świerzawa 159,48 km², waarvan:
- agrarisch gebied: 63%
- bossen: 30%

De gemeente beslaat 27,71% van de totale oppervlakte van de powiat.

## Demografie
Stand op 30 juni 2004:
| Omschrijving                   | Totaal | Totaal | Vrouwen | Vrouwen | Mannen | Mannen |
| ------------------------------ | ------ | ------ | ------- | ------- | ------ | ------ |
| eenheid                        | aantal | %      | aantal  | %       | aantal | %      |
| inwoners                       | 7890   | 100    | 4004    | 50,7    | 3886   | 49,3   |
| bevolkingsdichtheid (inw./km²) | 49,5   | 49,5   | 25,1    | 25,1    | 24,4   | 24,4   |

In 2002 bedroeg het gemiddelde inkomen per inwoner 1242,57 zł.

## Administratieve plaatsen (sołectwo)
Biegoszów, Dobków, Gozdno, Lubiechowa, Nowy Kościół, Podgórki, Rzeszówek, Rząśnik, Sędziszowa, Stara Kraśnica, Sokołowiec.

## Overige plaatsen
Bronków, Dynowice, Janochów, Jurczyce, Krzeniów, Posępsko, Różana, Sądrecko, Szczechów.

## Aangrenzende gemeenten
Bolków, Janowice Wielkie, Jeżów Sudecki, Męcinka, Pielgrzymka, Wleń, Złotoryja